# ジョージ・ナトール

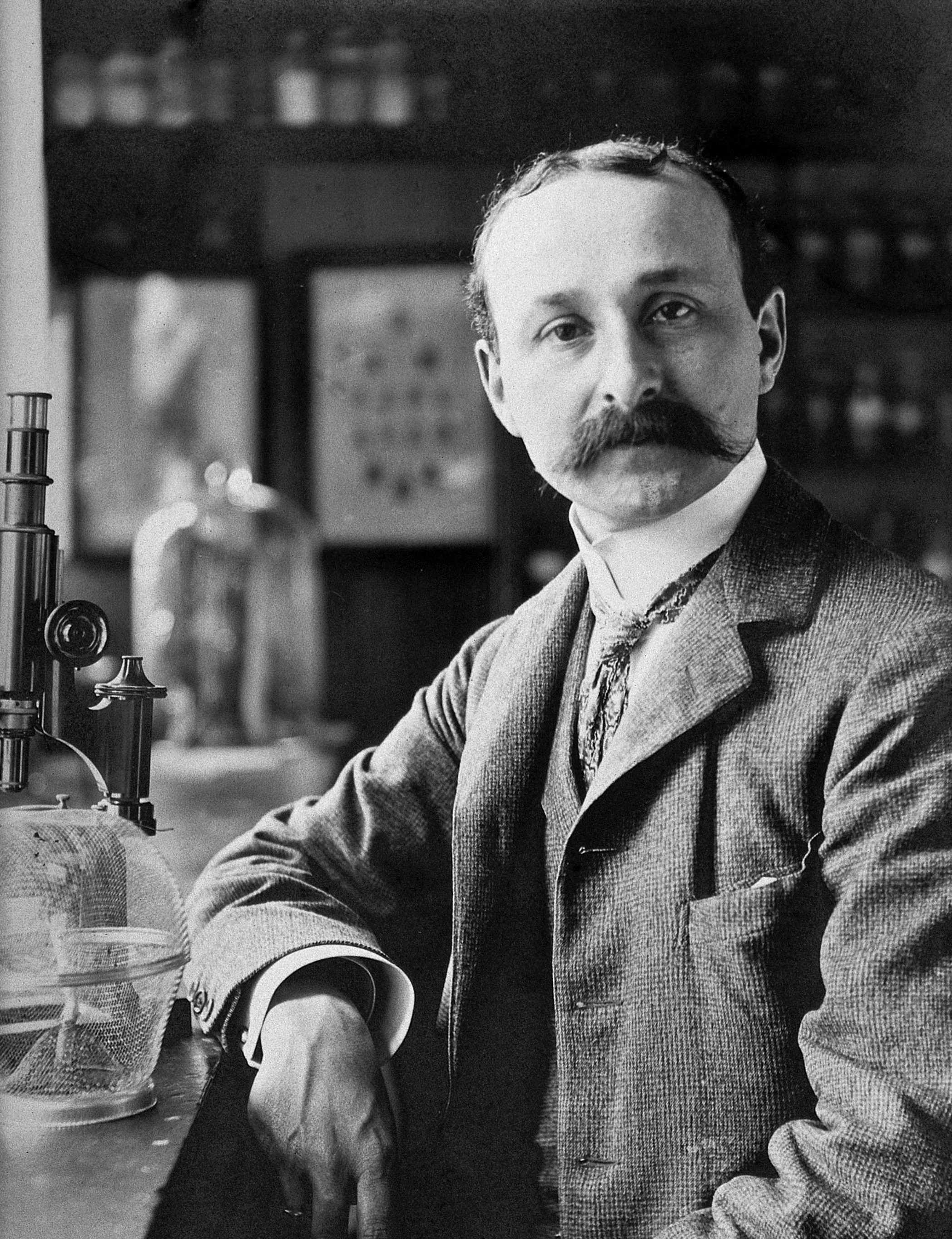
ジョージ・ナトール

ジョージ・ナトール（George Henry Falkiner Nuttall FRS、1862年7月5日 - 1937年12月16日）は、アメリカ合衆国生まれのイギリスの細菌学者、病理学者である。分子系統学の分野では、さまざまな霊長類から取った血清でウサギに抗体を作らせ、その反応の程度を比較し、ヒトが新世界サルよりも旧世界サルに系統が近い事を示す実験を行ったことで先駆者とされる。

## 略歴
サンフランシスコでイギリス人医師の父親とアメリカ人の母親の間に生まれた。1884年にカリフォルニア大学を卒業し、1890年にゲッティンゲン大学で博士号を得た。1899年からイギリスで研究し、1900年にイギリス国籍を取得した。ケンブリッジ大学で働き、1906年にケンブリッジ大学の生物学の初代のQuick教授職に就任した。モルテノ生物学寄生虫学研究所（Molteno Institute Biology and Parasitology）を設立し、1921年から所長を務めた。1901年に衛生学の学術誌、"Journal of Hygiene"を創刊し、編集を行い、1908年に寄生虫学の雑誌、"Parasitology"を創刊した。
寄生虫学と害虫の分野に貢献し、免疫学、血液化学の分野でも貢献した。ウィリアム・ヘンリー・ウェルチ（William Henry Welch）とともに、ガス壊疽引き起こす病原菌のウェルシュ菌（Clostridium perfringens）を同定した。消化における腸内細菌の重要性や、血液の殺菌特性も研究した。
1901年に行われたナトールの実験は分子系統学の先駆けになるもので、異なる種のタンパク質の配列の違いを間接的に測定する試みであった。モリス・グッドマン（Morris Goodman）の比較免疫学の研究が進化生物学者たちの注目をあつめるのは1960年代にはいってからである。1904年王立協会フェロー選出。